# Giải bóng đá hạng nhất quốc gia Bỉ 1901–02
Đây là thống kê của Giải bóng đá hạng nhất quốc gia Bỉ mùa giải 1901-02.

## Tổng quan
Mùa giải này chứng kiến hạng đấu lại tách thành hai bảng, lần này có một bảng chung kết để xác định đội vô địch.

Giải có sự tham gia của 11 đội, và Racing Club de Bruxelles giành chức vô địch.

## Bảng xếp hạng

### Cúp Vô địch A
| Vị thứ | Đội bóng                 | St | T | H | B | BT | BB | Đ  | HS  | Ghi chú                 |
| ------ | ------------------------ | -- | - | - | - | -- | -- | -- | --- | ----------------------- |
| 1      | Racing Club de Bruxelles | 9  | 8 | 1 | 0 | 35 | 5  | 17 | +30 | Vào vòng Chung kết      |
| 2      | Beerschot A.C.           | 10 | 6 | 1 | 3 | 19 | 10 | 13 | +9  | Vào vòng Chung kết      |
| 3      | Antwerp F.C.             | 9  | 4 | 2 | 3 | 11 | 13 | 10 | -2  |                         |
| 4      | C.S. Brugeois            | 9  | 3 | 0 | 6 | 13 | 26 | 6  | -13 |                         |
| 5      | Skill F.C. de Bruxelles  | 10 | 3 | 0 | 7 | 10 | 26 | 6  | -16 | Không tham gia mùa sau. |
| 6      | F.C. Brugeois            | 7  | 1 | 0 | 6 | 6  | 14 | 2  | -8  |                         |

### Cúp Vô địch B
| Vị thứ | Đội bóng                               | St | T | H | B | BT | BB | Đ  | HS  | Ghi chú            |
| ------ | -------------------------------------- | -- | - | - | - | -- | -- | -- | --- | ------------------ |
| 1      | Union Saint-Gilloise                   | 8  | 7 | 0 | 1 | 16 | 1  | 14 | +15 | Vào vòng Chung kết |
| 2      | Léopold Club de Bruxelles              | 8  | 5 | 0 | 3 | 24 | 11 | 10 | +13 | Vào vòng Chung kết |
| 3      | F.C. Liégeois                          | 8  | 3 | 1 | 4 | 16 | 21 | 7  | -5  |                    |
| 4      | Athletic and Running Club de Bruxelles | 8  | 3 | 0 | 5 | 15 | 22 | 6  | -7  |                    |
| 5      | Verviers F.C.                          | 8  | 1 | 1 | 6 | 10 | 23 | 3  | -13 |                    |

### Vòng Chung kết
| Vị thứ | Đội bóng                  | St | T | H | B | BT | BB | Đ | HS | Ghi chú               |
| ------ | ------------------------- | -- | - | - | - | -- | -- | - | -- | --------------------- |
| 1      | Racing Club de Bruxelles  | 6  | 4 | 1 | 1 | 15 | 8  | 9 | +7 | Playoff vì bằng điểm. |
| 2      | Léopold Club de Bruxelles | 6  | 4 | 1 | 1 | 14 | 10 | 9 | +4 | Playoff vì bằng điểm. |
| 3      | Union Saint-Gilloise      | 6  | 2 | 0 | 4 | 9  | 15 | 4 | -6 |                       |
| 4      | Beerschot A.C.            | 6  | 1 | 0 | 5 | 12 | 17 | 2 | -5 |                       |

### Trận đấu kiểm tra
| Đội 1                    | Tỉ số | Đội 2                     |
| ------------------------ | ----- | ------------------------- |
| Racing Club de Bruxelles | 4 - 3 | Léopold Club de Bruxelles |